# Rivery
Rivery är en kommun i departementet Somme i regionen Hauts-de-France i norra Frankrike. Kommunen ligger i kantonen Amiens 3e (Nord-Est) som tillhör arrondissementet Amiens. År 2022 hade Rivery 3 609 invånare.

## Befolkningsutveckling
Antalet invånare i kommunen Rivery
| Referens: INSEE |